# Sezon snookerowy 2020/2021
Sezon snookerowy 2020/2021 – seria turniejów snookerowych rozgrywanych między 13 września 2020 a 3 maja 2021 roku.

## Gracze
W sezonie 2020/2021 bierze udział 128 profesjonalnych zawodników, z czego 64 zawodników z rankingu zarobkowego na koniec poprzedniego sezonu i kolejne 32 zawodników obsadzonych z automatu graczami, którzy w zeszłym roku otrzymali kartę gry na okres 2 lat. Osiem kolejnych miejsc uzupełniają najlepsi gracze z rankingu obejmującego tylko jeden sezon, którzy nie zakwalifikowali się do gry z innej listy, kolejne dwa miejsca obsadzone zawodnikami z EBSA Qualifying Tour Play-Offs, dwóch zawodników pochodzi z Challenge Tour, i kolejne dwanaście miejsc dla najlepszych zawodników z Q School. Reszta miejsc dla zawodników z turniejów amatorskich i nominowanych dziką kartą.
Międzynarodowe mistrzostwa:
- EBSA European Snooker Championship 2020:  Andrew Pagett (odroczony)[1].

1. Mistrzostwa Europy w snookerze EBSA do lat 21 zwycięzca  Aaron Hill
2. Mistrzostwa Europy w snookerze WSF zwycięzca:  Ashley Hugill
3. Mistrzostwa Europy w snookerze WSF finalista:  Julian Bojko
4. Mistrzostwa Europy w snookerze WSF Junior zwycięzca:  Gao Yang
5. Mistrzostwa Europy w snookerze WSF Junior finalista:  Sean Maddocks(inne języki)

Ranking jednoroczny
1. Jordan Brown
2. Jak Jones
3. Robbie Williams
4. Fergal O’Brien

CBSA China Tour:
1. Pang Junxu
2. Zhao Jianbo(inne języki)

Challenge Tour
1. Lukas Kleckers(inne języki)
2. Allan Taylor

Mistrzostwa Świata Dzika Karta
1. Ashley Carty
2. Jamie Clarke

Q School
1. Lee Walker
2. Peter Devlin(inne języki)
3. Simon Lichtenberg(inne języki)
4. Fan Zhengyi
5. Jamie Jones
6. Zak Surety
7. Oliver Lines
8. Ben Hancorn(inne języki)
9. Rory McLeod
10. Jamie Wilson(inne języki)
11. Farakh Ajaib
12. Steven Hallworth

Specjalne nominacje:
1. Ken Doherty
2. Stephen Hendry

## Kalendarz
Kalendarz najistotniejszych (w szczególności rankingowych) turniejów snookerowych w sezonie 2020/2021.

| Daty  | Daty  | Gospodarz | Nazwa turnieju        | Miejsce              | Miasto        | Zwycięzca      | Finalista         | Wynik |
| ----- | ----- | --------- | --------------------- | -------------------- | ------------- | -------------- | ----------------- | ----- |
| 21.09 | 27.09 | Anglia    | European Masters      | Marshall Arena       | Milton Keynes | Mark Selby     | Martin Gould      | 9–8   |
| 12.10 | 18.10 | Anglia    | English Open          | Marshall Arena       | Milton Keynes | Judd Trump     | Neil Robertson    | 9–8   |
| 13.09 | 30.10 | Anglia    | Championship League   | Stadium MK, Ballroom | Milton Keynes | Kyren Wilson   | Judd Trump        | 3–1   |
| 02.11 | 08.11 | Anglia    | Champion of Champions | Marshall Arena       | Milton Keynes | Mark Allen     | Neil Robertson    | 10–6  |
| 16.11 | 22.11 | Anglia    | Northern Ireland Open | Marshall Arena       | Milton Keynes | Judd Trump     | Ronnie O’Sullivan | 9–7   |
| 23.11 | 06.12 | Anglia    | UK Championship       | Marshall Arena       | Milton Keynes | Neil Robertson | Judd Trump        | 10–9  |
| 07.12 | 13.12 | Anglia    | Scottish Open         | Marshall Arena       | Milton Keynes | Mark Selby     | Ronnie O’Sullivan | 9–3   |
| 14.12 | 20.12 | Anglia    | World Grand Prix      | Marshall Arena       | Milton Keynes | Judd Trump     | Jack Lisowski     | 10–7  |
| 10.01 | 17.01 | Anglia    | Masters               | Marshall Arena       | Milton Keynes | Yan Bingtao    | John Higgins      | 10–8  |
| 27.01 | 31.01 | Anglia    | German Masters        | Marshall Arena       | Milton Keynes | Judd Trump     | Jack Lisowski     | 9–2   |
| 04.02 | 07.02 | Anglia    | Shoot Out             | Marshall Arena       | Milton Keynes | Ryan Day       | Mark Selby        | 1–0   |
| 15.02 | 21.02 | Walia     | Welsh Open            | Celtic Manor Resort  | Newport       | Jordan Brown   | Ronnie O’Sullivan | 9–8   |
| 22.02 | 28.02 | Anglia    | Players Championship  | Marshall Arena       | Milton Keynes | John Higgins   | Ronnie O’Sullivan | 10–3  |
| 01.03 | 07.03 | Anglia    | Gibraltar Open        | Marshall Arena       | Milton Keynes | Judd Trump     | Jack Lisowski     | 4–0   |
| 18.01 | 21.03 | Anglia    | WST Pro Series        | Marshall Arena       | Milton Keynes | Mark Williams  | Allister Carter   | R–R   |
| 22.03 | 28.03 | Walia     | Tour Championship     | Celtic Manor Resort  | Newport       | Neil Robertson | Ronnie O’Sullivan | 10–4  |
| 04.01 | 02.04 | Anglia    | Championship League   | Stadium MK, Ballroom | Milton Keynes | Kyren Wilson   | Mark Williams     | 3–2   |
| 17.04 | 03.05 | Anglia    | Mistrzostwa Świata    | Crucible Theatre     | Sheffield     | Mark Selby     | Shaun Murphy      | 18–15 |

| Turnieje rankingowe          |
| Inne turnieje, nierankingowe |

## Przyznawane nagrody pieniężne w turniejach
| Nazwa turnieju              | O 144 | O 128 | O 112  | O 96   | O 80    | O 64   | O 48    | O 32          | O 28          | O 24          | O 20          | O 16          | O 12          | Ćwierćfinał                     | O 7                             | O 6                             | O 5                             | Półfinał                        | O 3                             | Finalista                       | Zwycięzca                       |
| --------------------------- | ----- | ----- | ------ | ------ | ------- | ------ | ------- | ------------- | ------------- | ------------- | ------------- | ------------- | ------------- | ------------------------------- | ------------------------------- | ------------------------------- | ------------------------------- | ------------------------------- | ------------------------------- | ------------------------------- | ------------------------------- |
| European Masters            | –     | £0    | –      | –      | –       | £3 000 | –       | £4 000        | –             | –             | –             | £6 000        | –             | £11 000                         | –                               | –                               | –                               | £17 500                         | –                               | £35 000                         | £80 000                         |
| English Open                | –     | £0    | –      | –      | –       | £3 000 | –       | £4 000        | –             | –             | –             | £7 500        | –             | £10 000                         | –                               | –                               | –                               | £20 000                         | –                               | £30 000                         | £70 000                         |
| Championship League Snooker | –     | £0    | –      | £1 000 | –       | £2 000 | –       | £4 000        | –             | £5 000        | –             | £6 000        | –             | £8 000                          | –                               | £9 000                          | –                               | £11 000                         | –                               | £23 000                         | £33 000                         |
| Northern Ireland Open       | –     | £0    | –      | –      | –       | £3 000 | –       | £4 000        | –             | –             | –             | £7 500        | –             | £10 000                         | –                               | –                               | –                               | £20 000                         | –                               | £30 000                         | £70 000                         |
| UK Championship             | –     | £0    | –      | –      | –       | £6 500 | –       | £12 000       | –             | –             | –             | £17 000       | –             | £24 500                         | –                               | –                               | –                               | £40 000                         | –                               | £80 000                         | £200 000                        |
| Scottish Open               | –     | £0    | –      | –      | –       | £3 000 | –       | £4 000        | –             | –             | –             | £7 500        | –             | £10 000                         | –                               | –                               | –                               | £20 000                         | –                               | £30 000                         | £70 000                         |
| World Grand Prix            | –     | –     | –      | –      | –       | –      | –       | £5 000        | –             | –             | –             | £7 500        | –             | £12 500                         | –                               | –                               | –                               | £20 000                         | –                               | £40 000                         | £100 000                        |
| German Masters              | –     | £0    | –      | –      | –       | £3 000 | –       | £4 000        | –             | –             | –             | £5 000        | –             | £10 000                         | –                               | –                               | –                               | £20 000                         | –                               | £35 000                         | £80 000                         |
| Shoot-Out                   | –     | £250  | –      | –      | –       | £500   | –       | £1 000        | –             | –             | –             | £2 000        | –             | £4 000                          | –                               | –                               | –                               | £8 000                          | –                               | £20 000                         | £50 000                         |
| Welsh Open                  | –     | £0    | –      | –      | –       | £3 000 | –       | £4 000        | –             | –             | –             | £7 500        | –             | £10 000                         | –                               | –                               | –                               | £20 000                         | –                               | £30 000                         | £70 000                         |
| Players Championship        | –     | –     | –      | –      | –       | –      | –       | –             | –             | –             | –             | £10 000       | –             | £15 000                         | –                               | –                               | –                               | £30 000                         | –                               | £50 000                         | £125 000                        |
| Gibraltar Open              | –     | £0    | –      | –      | –       | £2 000 | –       | £3 000        | –             | –             | –             | £4 000        | –             | £5 000                          | –                               | –                               | –                               | £6 000                          | –                               | £20 000                         | £50 000                         |
| WST Pro Series              | –     | £0    | £500   | £1 000 | £1 500  | £2 000 | £2 500  | £4 000 £5 000 | £4 500 £5 500 | £5 000 £6 000 | £6 000 £7 000 | £7 000 £8 000 | £8 000 £9 000 | £11 500 £12 500 £14 000 £15 000 | £12 500 £13 500 £15 000 £16 000 | £13 500 £14 500 £16 000 £17 000 | £14 500 £15 500 £17 000 £18 000 | £15 500 £16 500 £18 000 £19 000 | £18 000 £19 000 £20 500 £21 500 | £20 500 £21 500 £23 000 £24 000 | £30 500 £31 500 £33 000 £34 000 |
| Tour Championship           | –     | –     | –      | –      | –       | –      | –       | –             | –             | –             | –             | –             | –             | £20 000                         | –                               | –                               | –                               | £40 000                         | –                               | £60 000                         | £150 000                        |
| Mistrzostwa Świata          | £0    | –     | £5 000 | –      | £10 000 | –      | £15 000 | £20 000       | –             | –             | –             | £30 000       | –             | £50 000                         | –                               | –                               | –                               | £100 000                        | –                               | £200 000                        | £500 000                        |